# Хормозґан
Гормозґан (перс. هرمزگان — Hormozgân) — одна з тридцяти провінцій (останів) Ірана. Знаходиться на півдні країни навпроти Омана, на березі Перської затоки. Столиця — місто Бендер-Аббас. Протяжність узбережжя — близько 1000 км.
Населення 1,1 млн чоловік, араби, перси, і белуджі. Найбільші міста провінції — Бендер-Аббас (360 тис.), Мінаб (55 тис.), Рудан (31 тис.), Кешм (28 тис.), Бендер-Ленге (26 тис.), Кіш (23 тис.), Хаджіабад (21 тис.), Джаськ (12 тис.), Бендер-Хамір (12 тис.), Парсіан (11 тис.), Бастакия (10 тис.). В остані 21 шахрестанів, 69 муніципалітетів і 2046 сіл.

## Історія
У XIV—XVII ст. у цьому регіоні розташовувалося держава Ормуз, що була одним з найважливіших торгових центрів регіону.
Після Другої світової війни, у зв'язку з відкриттям запасів нафти в цьому районі, стратегічне значення Перської затоки виросло.

## Географія і культура
У провінції дуже жаркий і вологий клімат, з літніми температурами, які іноді перевищують 49 °С.

### Острови в Перській Затоці
У провінцію входять 14 островів у Перській затоці:
- Кешм
- Лаван
- Ормуз
- Киш
- Форур
- Бені-Форур
- Сіррі
- Томбе-Бозорг
- Беніфорур
- Хендерабі
- Ларек
- та ін.

## Економіка
Основні галузі економіки — нафтопереробна, хімічна, металургійна, харчова, суднобудівна, автомобільна, керамічна, текстильна, деревообробна промисловість, видобуток нафти, газу, хромової та залізної руди, солі, гіпсу та охри, енергетика, виробництво будматеріалів, транспорт, торгівля, сільське господарство (фініки, фісташки, мигдаль, дині, цитрусові, манго, банани, цибуля, тютюн, алое), рибальство, туризм, фінанси.
У Бендер-Аббас розташовані Вільна економічна зона «Персіан Галф Майнінг енд Метал Індастріз» («Імідро»/«Нешнл Іраніан Стіл Компані») і великий нафтовий термінал, серед найбільших підприємств — нафтопереробний завод «Нешнл Іраніан Ойл Рефайнінг енд Дистрибьюшн Компані», газопереробний завод «Сетарейе», металургійні заводи «Хормозґан Стіл» і «Фуладе Джануб», алюмінієві заводи «Хормозал» і «Аль Махді», суднобудівні заводи «Іран шіпбілдінг енд Офшор Індастріз». У місті Парсіан розташована Вільна економічна зона.
На острові Кіш розташовані Вільна торговельна зона, Іранська нафтова біржа, Фондова біржа Кіша, ювелірний завод «Голден Сан Кіш», тут базуються авіакомпанія «Кіш Ейр» і судноплавна компанія «Тавус Бехешті Кіш»; серед найбільших підприємств — автоскладальний завод «Кіш Ходро», нафтогазовидобувні комплекси «Нешнл Іраніан Ойл Компані», нафтовий термінал; на острові Кешм також існує Вільна торговельна зона, тут базується авіакомпанія «Фарс Ейр Кешм»; серед найбільших підприємств — нафтогазовидобувні комплекси «Нешнл Іраніан Ойл Компані», суднобудівний завод «Мадде Кондалєв», ТЕС «Пасаргадах», нафтовий термінал. На острові Лаван розташовані нафтопереробний завод «Нешнл Іраніан Ойл Рефайнінг енд Дистрибьюшн Компані» і нафтовий термінал.

## Туризм
У місті Бендер-Аббас розташовані лазня-музей Геледарі й індуїстський храм, в околицях — біосферний заповідник. У місті Мінаб розташовані базар Панджшанбе («Четверговий») і руїни стародавнього поліса Хормозея. У місті Бендер-Ленгех розташована фортеця Лаштан. У місті Бендер-Канг цікаві традиційні будинки на воді.
У місті Бастакія (Бестек) розташовані старовинний базар і руїни фортеці. У місті Кукхерд розташовані гробниця Абдул-Рахмана Бузорга, П'ятнична мечеть, резервуари для води «аб-Анбар», «вежі вітру» і старовинний базар, руїни стародавніх караван-сараю і фортеці Сиба, в околицях — іригаційні греблі, фортеці Аамадж і Товсіла, руїни лазні епохи Сасанідів. Також в провінції цікаві арабські села Магхох (примітна старовинної глинобитній фортецею і палацом племені Аль-Марзукі) і Морбагх.
На острові Кешм розташовані мангровий ліс Хара, ущелина Чаку, печери Харбоз та руїни португальських фортець. На острові Хенг розташовані руїни британського поселення. На острові Ормуз розташовані руїни португальської фортеці Богородиці. На острові Кіш є фешенебельний «Даріуш Гранд Готель», дельфінарій і старовинні резервуари для води «аб-Анбар».

## Освіта
- Bandar Abbas University of Medical Sciences
- University of Hormozgan [Архівовано 7 лютого 2016 у Wayback Machine.]
- Qeshm Institute of Higher Education
- Islamic Azad University of Bandar Abbas [Архівовано 8 жовтня 2016 у Wayback Machine.]
- Kish University